# Skovgårde Voldsted
Skovgårde Voldsted er et middelalderligt voldsted på Djursland, beliggende ca. 3 km. vest for Fjellerup og 31 km øst for Randers. Voldstedet består af en firkantet borgbanke på 70 m x 43 m, med fremspringende hjørnebastioner der er hævet omkring 2,5 m, med opbyggede stensætninger, over en nu tørlagt voldgrav. Der er brolægning og fundamentrester af en trefløjet bygning, der i sydfløjen står i næsten tegl i op til 2 meters højde. Man kender ikke meget til stedets historie, men den ejedes omkring 1500 af Jens Madsen, og kom senere i slægten Lykkes eje; bygningerne brændte ned i 1541.

## Eksterne kilder og henvisninger
- Skovgårde Voldsted i Slots- og Kulturstyrelsens database
- fortidsmindeguide.dk Arkiveret 4. maj 2011 hos  Wayback Machine
- DSD
- Henning Dehn-Nielsen: Fortidsminder i Danmark ISBN 87-11-13039-3

56°30′28″N 10°32′01″Ø / 56.5079°N 10.5335°Ø